# Halowe Mistrzostwa Europy w Lekkoatletyce 1988 – bieg na 1500 m mężczyzn
Bieg na 1500 metrów mężczyzn – jedna z konkurencji biegowych rozgrywanych podczas halowych lekkoatletycznych mistrzostw Europy w  hali Sport Csárnok w Budapeszcie. Eliminacje zostały rozegrane 5 marca, a bieg finałowy 6 marca 1988. Zwyciężył reprezentant Finlandii Ari Suhonen. Tytułu zdobytego na poprzednich mistrzostwach nie bronił Han Kulker z Holandii.

## Rezultaty

### Eliminacje
Rozegrano 3 biegi eliminacyjne, do których przystąpiło 20 biegaczy. Awans do finału dawało zajęcie jednego z pierwszych dwóch miejsc w swoim biegu (Q). Skład finału uzupełniło trzech zawodników z najlepszym czasem wśród przegranych (q).
Opracowano na podstawie materiału źródłowego.
Bieg 1
| Miejsce | Zawodnik          | Czas    | Uwagi |
| ------- | ----------------- | ------- | ----- |
| 1       | Tonino Viali      | 3:42,88 | Q     |
| 2       | Ronny Olsson      | 3:43,48 | Q     |
| 3       | Andrés Vera       | 3:43,65 |       |
| 4       | Tom Hanlon        | 3:43,75 |       |
| 5       | Tamás Pocsai      | 3:44,38 |       |
| 6       | Peter Svaricek    | 4:02,90 |       |
| –       | Thorsten Lenhardt | DNF     |       |

Bieg 2
| Miejsce | Zawodnik         | Czas    | Uwagi |
| ------- | ---------------- | ------- | ----- |
| 1       | Rüdiger Horn     | 3:41,82 | Q     |
| 2       | Adelino Hidalgo  | 3:42,29 | Q     |
| 3       | Jan Kraus        | 3:42,51 | q     |
| 4       | István Knipl     | 3:42,64 | q     |
| 5       | Antonio Monteiro | 3:42,75 | q     |
| 6       | Johan Engholm    | 3:34,14 |       |
| 7       | Mark Kirk        | 3:44,35 |       |

Bieg 3
| Miejsce | Zawodnik         | Czas    | Uwagi |
| ------- | ---------------- | ------- | ----- |
| 1       | Ari Suhonen      | 3:46,33 | Q     |
| 2       | Branko Zorko     | 3:46,39 | Q     |
| 3       | Enda Fitzpatrick | 3:46,83 |       |
| 4       | José Moreira     | 3:47,22 |       |
| 5       | József Bereczki  | 3:50,29 |       |
| 6       | Marc Borghans    | 3:56,38 |       |

### Finał
Opracowano na podstawie materiału źródłowego.
| Miejsce | Zawodnik         | Czas    | Uwagi |
| ------- | ---------------- | ------- | ----- |
| 1       | Ari Suhonen      | 3:45,72 |       |
| 2       | Ronny Olsson     | 3:46,16 |       |
| 3       | Rüdiger Horn     | 3:46,51 |       |
| 4       | István Knipl     | 3:46,56 |       |
| 5       | Antonio Monteiro | 3:46,79 |       |
| 6       | Tonino Viali     | 3:46,96 |       |
| 7       | Branko Zorko     | 3:47,69 |       |
| 8       | Adelino Hidalgo  | 3:48,72 |       |
| 9       | Jan Kraus        | 3:49,60 |       |